# Книга Айна
«Кни́га А́йна» (араб. كتاب العين‎ — Китаб уль-Айн) — первый арабский словарь, составленный в конце VIII века в Басре Халилем ибн Ахмадом аль-Фарахиди и его учениками, названный по первой букве айн, с которой начинался словарь.
Халиль ибн Ахмад аль-Фарахиди посчитал, что не стоит начинать свой труд со слабой буквой «Алиф». Оставив эту букву, он также усомнился в правомерности использования буквы «ба» после «алифа», «та» после «ба» и т. д.

## Строение словаря
Расположение слов в словаре подчинялось не алфавитному, а фонетическому принципу. Первыми стояли слова, в корне которых были звуки, которые образуются дальше всего — в гортани, то есть фарингальные, а последними — губные, то есть лабиальные. Причём слова располагались не по первой букве корня, а просто по наличию этой буквы в корне, поэтому самым большим был первый раздел на букву араб. ع‎ (айн), а самым маленьким — последний, на букву араб. ه‎ (ха).
Порядок алфавита выглядел таким образом (справа налево):
ع ح ه — خ غ — ق ك — ج ش ض ر ل — ص س ز- ط د ت- ظ ث ذ- ف ب م — و ا ى — الهمزه
Словарь включал в себя все модели (породы, системы причастий и т. д.), которые можно образовать от данного корня, даже такие, которых фактически не было в языке. Последние помечались как неупотребительные.
Метод, который был использован в составлении этого словаря, использовался на протяжении трёх веков.